# Powiat Bad Kissingen
Powiat Bad Kissingen (niem. Landkreis Bad Kissingen) – powiat w Niemczech, w kraju związkowym Bawaria, w rejencji Dolna Frankonia, w regionie Main-Rhön.
Siedzibą powiatu Bad Kissingen jest miasto Bad Kissingen.

## Podział administracyjny
W skład powiatu Bad Kissingen wchodzą:
- cztery gminy miejskie (Stadt)
- jedenaście gmin targowych (Markt)
- jedenaście gmin wiejskich (Gemeinde)
- cztery wspólnoty administracyjne (Verwaltungsgemeinschaft)
- dwanaście obszarów wolnych administracyjnie (gemeindefreies Gebiet)

Miasta:
| Lp. | Nazwa miasta  | Ludność (31.12.2011) | Powierzchnia km² |
| --- | ------------- | -------------------- | ---------------- |
| 1   | Bad Brückenau | 6.724                | 23,70            |
| 2   | Bad Kissingen | 20.900               | 69,40            |
| 3   | Hammelburg    | 11.446               | 128,90           |
| 4   | Münnerstadt   | 7.593                | 93,10            |

Gminy targowe:
| Lp. | Nazwa gminy targowej | Ludność (31.12.2011) | Powierzchnia km² |
| --- | -------------------- | -------------------- | ---------------- |
| 1   | Bad Bocklet          | 4.476                | 36,20            |
| 2   | Burkardroth          | 7.631                | 69,10            |
| 3   | Elfershausen         | 2.821                | 34,90            |
| 4   | Euerdorf             | 1.541                | 16,30            |
| 5   | Geroda               | 908                  | 16,80            |
| 6   | Maßbach              | 4.672                | 59,30            |
| 7   | Oberthulba           | 5.032                | 52,20            |
| 8   | Schondra             | 1.727                | 28,60            |
| 9   | Sulzthal             | 892                  | 15,10            |
| 10  | Wildflecken          | 3.073                | 80,38            |
| 11  | Zeitlofs             | 2.100                | 40,10            |

Gminy wiejskie:
| Lp. | Nazwa gminy              | Ludność (31.12.2011) | Powierzchnia km² |
| --- | ------------------------ | -------------------- | ---------------- |
| 1   | Aura an der Saale        | 862                  | 6,73             |
| 2   | Fuchsstadt               | 1.861                | 18,30            |
| 3   | Motten                   | 1.781                | 23,80            |
| 4   | Nüdlingen                | 4.092                | 26,40            |
| 5   | Oberleichtersbach        | 2.021                | 27,60            |
| 6   | Oerlenbach               | 4.970                | 33,40            |
| 7   | Ramsthal                 | 1.166                | 10,40            |
| 8   | Rannungen                | 1.163                | 17,30            |
| 9   | Riedenberg               | 986                  | 15,10            |
| 10  | Thundorf in Unterfranken | 1.116                | 15,60            |
| 11  | Wartmannsroth            | 2.203                | 53,50            |

Wspólnoty administracyjne:
| Lp. | Nazwa wspólnoty administracyjnej | Ludność (31.12.2011) | Powierzchnia km² | Liczba gmin |
| --- | -------------------------------- | -------------------- | ---------------- | ----------- |
| 1   | Bad Brückenau                    | 5.642                | 86,20            | 4           |
| 2   | Elfershausen                     | 4.682                | 56,20            | 2           |
| 3   | Euerdorf                         | 4.461                | 51,90            | 4           |
| 4   | Maßbach                          | 6.951                | 92,20            | 3           |

Obszary wolne administracyjnie:
| Lp. | Nazwa obszaru          | Ludność (31.12.2011) | Powierzchnia km² |
| --- | ---------------------- | -------------------- | ---------------- |
| 1   | Dreistelzer Forst      | niezamieszkany       | 0,85             |
| 2   | Forst Detter-Süd       | niezamieszkany       | 11,38            |
| 3   | Geiersnest-Ost         | niezamieszkany       | 19,63            |
| 4   | Geiersnest-West        | niezamieszkany       | 2,42             |
| 5   | Kälberberg             | niezamieszkany       | 2,35             |
| 6   | Mottener Forst-Süd     | niezamieszkany       | 5,05             |
| 7   | Neuwirtshauser Forst   | niezamieszkany       | 20,73            |
| 8   | Omerz und Roter Berg   | niezamieszkany       | 6,52             |
| 9   | Römershager Forst-Nord | niezamieszkany       | 12,92            |
| 10  | Römershager Forst-Ost  | niezamieszkany       | 3,76             |
| 11  | Roßbacher Forst        | niezamieszkany       | 21,15            |
| 12  | Waldfensterer Forst    | niezamieszkany       | 11,31            |

## Zmiany administracyjne
- 1 stycznia 2024
  - rozwiązanie obszaru wolnego administracyjnie Großer Auersberg